# Luděk Rathouský
Luděk Rathouský (* 2. března 1975, Broumov) je český malíř, pedagog a člen umělecké skupiny Rafani. Jeho tvorba zahrnuje figurativní malířství inspirované groteskou a emotivními podněty.

## Život
Luděk Rathouský se narodil v roce 1975 v Broumově, ale vyrůstal v Machově. Po absolvování základní vojenské služby se přestěhoval do Prahy, kde začal navštěvovat výtvarné kurzy. V letech 1999–2005 studoval na Akademii výtvarných umění v Praze v ateliérech Jiřího Davida, Veroniky Bromové a Michaela Rittsteina. Během studia absolvoval stáž na Koninklijke Academie voor Schone Kunstern v belgických Antverpách a strávil čas v Londýně.
Po studiu se intenzivně věnoval umělecké tvorbě v rámci skupiny Rafani, ale postupně rozvíjel i svou osobní malířskou tvorbu. V letech 2009–2011 byl externím asistentem v ateliéru Intermediální konfrontace Jiřího Davida na Vysoké škole uměleckoprůmyslové v Praze. Od roku 2012 působí jako vedoucí ateliéru Malířství 2 na Fakultě výtvarných umění VUT v Brně. V roce 2015 byl jmenován docentem. Působí rovněž jako lektor letních výtvarných škol – Nečtiny, Klatovy/Klenová a Zruč nad Sázavou.
Je zakládajícím členem Spolku Skutek (2021). Působil také jako kurátor několika menších galerií (Galerie CO 14,  Galerie Slávie Náchod, Galerie Luxfer Česká Skalice).
Žije a pracuje v Praze a Brně.   

## Tvorba
Rathouský se ve své rané tvorbě zaměřoval na ironické a kritické figurativní malby, které odrážely prvky české grotesky. V rámci skupiny Rafani spolupracoval na mnoha projektech s důrazem na konceptuální umění. Později jeho malířský styl prodělal proměnu směrem k emotivnímu vizuálnímu projevu. Rozvinul techniku nepravého puncování pomocí malířských válečků a plátkových kovů, kterou si osvojil inspirován středověkým malířstvím.

## Výstavy

### Samostatné výstavy (výběr)
- 2024 Návrh a řešení kaple Jana Křtitele, Zeleneč
- 2023 Pictus, Městská galerie Ždánice
- 2022 Zrcadlení, Husův sbor Dobruška
- 2020 Daň ze ztracené hodnoty, galerie NOD, Praha
- 2018 King Dron, Galerie Václava Špály, Praha
- 2017 Mezi psem a vlkem, České centrum Berlín
- 2017 Evangelium post-pravdy, Galerie kritiků, Praha; Muzeum Joetsu, Japonsko
- 2015 Airbus A300 B2 byl sestřelen, nemysli na to, že toho budeš litovat, Galerie města Třince,Třinec
- 2014 100+9+2, Galerie Richarda Adama, Brno
- 2014 Zlatá geometrie, Galerie Kvalitář, Praha
- 2013 Penězoměnci, GaVU Cheb
- 2012 Objekt poráží subjekt, Dům umění, Opava
- 2010 Strach bílého muže, Galerie kritiků, Praha
- 2009 Ostrov včerejšího dne, Galerie Jelení, Praha
- 2008 Nezvaní hosté, Galerie Entrance, Praha
- 2006 Vernisáž, Stánek 36, Olomouc
- 2005 Důvod, Galerie ETC, Praha

### Skupinové výstavy (výběr)
- 2023 Festival Open Houses, Sbírka Koojon, Praha
- 2022 4+4 dny v pohybu, ERPED Praha
- 2019 Museum Kampa, Praha
- 2018 Rafani in Paris, Centre tchèque à Paris
- 2015 OFF Bienále, Budapešť

## Ocenění
V rámci skupiny Rafani byl dvakrát nominován na Cenu Jindřicha Chalupeckého. V roce 2008 skupina získala ocenění Osobnost roku a později cenu na Jihlavském filmovém festivalu za dokument „31 konců 31 začátků“.